# 62. ceremonia wręczenia Złotych Globów
Złote Globy za rok 2004 przyznane zostały w 13 kategoriach filmowych i 11 telewizyjnych.
Nagrodę im. Cecila B. DeMille’a za całokształt twórczości otrzymał Robin Williams.

## Kino

### Najlepszy film, dramat
Aviator, reż. Martin Scorsese

nominacje:
- Bliżej, reż. Mike Nichols
- Marzyciel, reż. Marc Forster
- Hotel Ruanda, reż. Terry George
- Kinsey, reż. Bill Condon
- Za wszelką cenę, reż. Clint Eastwood

### Najlepsza aktorka w dramacie
Hilary Swank – Za wszelką cenę

nominacje:
- Nicole Kidman – Narodziny
- Uma Thurman – Kill Bill, część II
- Scarlett Johansson – Lokatorka
- Imelda Staunton – Vera Drake

### Najlepszy aktor w dramacie
Leonardo DiCaprio – Aviator

nominacje:
- Johnny Depp – Marzyciel
- Don Cheadle – Hotel Ruanda
- Liam Neeson – Kinsey
- Javier Bardem – W stronę morza

### Najlepszy film, komedia lub musical
Bezdroża, reż. Alexander Payne

nominacje:
- Zakochany bez pamięci, reż. Michel Gondry
- Iniemamocni, reż Brad Bird
- Upiór w operze, reż. Joel Schumacher
- Ray, reż. Taylor Hackford

### Najlepsza aktorka, komedia lubmusical
Annette Bening – Julia

nominacje:
- Renée Zellweger – Bridget Jones: W pogoni za rozumem
- Ashley Judd – De-Lovely
- Kate Winslet – Zakochany bez pamięci
- Emmy Rossum – Upiór w operze

### Najlepszy aktor w komedii lub musicalu
Jamie Foxx – Ray

nominacje:
- Kevin Spacey – Wielkie życie
- Kevin Kline – De-Lovely
- Jim Carrey – Zakochany bez pamięci
- Paul Giamatti – Bezdroża

### Najlepszy film zagraniczny
W stronę morza, reż. Alejandro Amenábar  Hiszpania

nominacje:
- Pan od muzyki, reż. Christophe Barratier  Francja
- Dzienniki motocyklowe, reż. Walter Salles  Brazylia
- Dom latających sztyletów, reż. Zhang Yimou  Hongkong
- Bardzo długie zaręczyny, reż. Jean-Pierre Jeunet  Francja

### Najlepsza aktorka drugoplanowa
Natalie Portman – Bliżej

nominacje:
- Cate Blanchett – Aviator
- Laura Linney – Kinsey
- Meryl Streep – Kandydat
- Virginia Madsen – Bezdroża

### Najlepszy aktor drugoplanowy
Clive Owen – Bliżej

nominacje:
- Jamie Foxx – Zakładnik
- David Carradine – Kill Bill, część II
- Morgan Freeman – Za wszelką cenę
- Thomas Haden Church – Bezdroża

### Najlepszy reżyser
Clint Eastwood – Za wszelką cenę

nominacje:
- Martin Scorsese – Aviator
- Mike Nichols – Bliżej
- Marc Forster – Marzyciel
- Alexander Payne – Bezdroża

### Najlepszy scenariusz
Alexander Payne i Jim Taylor – Bezdroża

nominacje:
- John Logan – Aviator
- Patrick Marber – Bliżej
- Charlie Kaufman – Zakochany bez pamięci
- David Magee – Marzyciel

### Najlepsza muzyka
Howard Shore – Aviator

nominacje:
- Jan A.P. Kaczmarek – Marzyciel
- Clint Eastwood – Za wszelką cenę
- Rolfe Kent – Bezdroża
- Hans Zimmer – Trudne słówka

### Najlepsza piosenka
Mick Jagger, David A. Stewart – „Old Habits Die Hard” – Alfie

nominacje:
- Wyclef Jean (muzyka/słowa), Jerry Duplessis (muzyka), Andrea Guerra – „Million Voices” – Hotel Ruanda
- Andrew Lloyd Webber (muzyka), Charles Hart (słowa) – „Learn To Be Lonely” – Upiór w operze
- Glen Ballard, Alan Silvestri – „Believe” – Ekspres polarny
- Adam Duritz, Dan Vickrey, David Immerglück, Matthew Malley, David Bryson – „Accidentally In Love” – Shrek 2

## Telewizja

### Najlepszy serial dramatyczny
Bez skazy

nominacje:
- 24 godziny
- Deadwood
- Zagubieni
- Rodzina Soprano

### Najlepsza aktorka w serialu dramatycznym
Mariska Hargitay – Prawo i bezprawie

nominacje:
- Jennifer Garner – Agentka o stu twarzach
- Christine Lahti – Jack & Bobby
- Joely Richardson – Bez skazy
- Edie Falco – Rodzina Soprano

### Najlepszy aktor w serialu dramatycznym
Ian McShane – Deadwood

nominacje:
- James Spader – Orły z Bostonu
- Julian McMahon – Bez skazy
- Denis Leary – Wołanie o pomoc
- Michael Chiklis – The Shield: Świat glin

### Najlepszy serial komediowy lub musical
Gotowe na wszystko

nominacje:
- Bogaci bankruci
- Ekipa
- Seks w wielkim mieście
- Will & Grace

### Najlepsza aktorka w serialu komediowym lub musicalu
Teri Hatcher – Gotowe na wszystko

nominacje:
- Marcia Cross – Gotowe na wszystko
- Felicity Huffman – Gotowe na wszystko
- Sarah Jessica Parker – Seks w wielkim mieście
- Debra Messing – Will & Grace

### Najlepszy aktor w serialu komediowym lub musicalu
Jason Bateman – Bogaci bankruci

nominacje:
- Larry David – Pohamuj entuzjazm
- Matt LeBlanc – Joey
- Tony Shalhoub – Detektyw Monk
- Zach Braff – Hoży doktorzy
- Charlie Sheen – Dwóch i pół

### Najlepszy miniserial lub film telewizyjny
Peter Sellers: Życie i śmierć, reż. Stephen Hopkins

nominacje:
- Rodzina, ach rodzina, reż. Charles Burnett, Barbara Martinez Jitner, Gregory Nava
- Niezłomne, reż. Katja von Garnier
- Lew w zimie, reż. Andriej Konczałowski
- W rękach Boga, reż. Joseph Sargent

### Najlepsza aktorka w miniserialu lub filmie telewizyjnym
Glenn Close – Lew w zimie

nominacje:
- Julianna Margulies – Tajna sieć
- Blythe Danner – Kiedy byliśmy dorośli
- Hilary Swank – Niezłomne
- Miranda Richardson – Nieznany książę

### Najlepszy aktor w miniserialu lub filmie telewizyjnym
Geoffrey Rush – Peter Sellers: Życie i śmierć

nominacje:
- Patrick Stewart – Lew w zimie
- Jamie Foxx – Odkupienie
- Mos Def – W rękach Boga
- William H. Macy – Ciepła czapka

### Najlepsza aktorka drugoplanowa w serialu, miniserialu lub filmie telewizyjnym
Anjelica Huston – Niezłomne

nominacje:
- Nicollette Sheridan – Gotowe na wszystko
- Drea de Matteo – Rodzina Soprano
- Charlize Theron – Peter Sellers: Życie i śmierć
- Emily Watson – Peter Sellers: Życie i śmierć

### Najlepszy aktor drugoplanowy w serialu, miniserialu lub filmie telewizyjnym
William Shatner – Orły z Bostonu

nominacje:
- Jeremy Piven – Ekipa
- Oliver Platt – Huff
- Michael Imperioli – Rodzina Soprano
- Sean Hayes – Will & Grace